# Coverfield
Coverfield – minialbum EP niemieckiego zespołu Caliban, wydany 6 maja 2011 nakładem wytwórni Century Media Records.
Wydawnictwo składa się z czterech utworów będących coverami kompozycji innych grup muzycznych:
- "My Girlfriend's Girlfriend" - wydany pierwotnie na albumie October Rust grupy Type O Negative z 1996.
- "Sonne" - wydany pierwotnie na albumie Mutter grupy Rammstein z 2001.
- "Blinded By Fear" - wydany pierwotnie na albumie Slaughter of the Soul grupy At the Gates z 1995.
- "Helter Skelter" - wydany pierwotnie na albumie The Beatles grupy The Beatles z 1968.

## Lista utworów
1. "My Girlfriend's Girlfriend" (cover Type O Negative)
2. "Sonne" (cover Rammstein)
3. "Blinded By Fear" (cover At the Gates)
4. "Helter Skelter" (cover The Beatles)

## Twórcy
Skład zespołu
- Andreas Dörner – śpiew
- Marc Görtz – gitara elektryczna
- Denis Schmidt – gitara elektryczna, śpiew melodyjny
- Marco Schaller – gitara basowa
- Patrick Grün – perkusja